# バレエ組曲
バレエ組曲（ばれえくみきょく、英：ballet suite）は、組曲のうちバレエ音楽の組曲のことを指し、かつては舞踊組曲（ぶようくみきょく）とも呼ばれた。
クラシック音楽には曲数の多さや演奏時間の長さの関係上、作曲者または編曲者などが曲の一部を取り出して一連の曲の集まりとして再構成をすることがある。これをバレエ音楽で行った作品がバレエ組曲である。とりわけバレエ作品をバレエの演技なしで楽曲だけを楽しむために、通常のコンサートの演奏会形式で演奏する場合に多用されることが多い。
例えば、最も有名なバレエ音楽であるチャイコフスキーの『くるみ割り人形』は、細かく分ければ全25曲、演奏時間は約80分であるが、それを抜粋した組曲版は全8曲、約20分ほどである。

## 代表的なバレエ組曲
- ラロ：『ナムーナ』（第1組曲、第2組曲、第3組曲）
- チャイコフスキー：『白鳥の湖』『眠れる森の美女』『くるみ割り人形』
- ピエルネ：『シダリーズと牧羊神』第1組曲、第2組曲
- ルーセル：『バッカスとアリアーヌ』（第1組曲、第2組曲）
- ラヴェル：『ダフニスとクロエ』（第1組曲、第2組曲）
- ファリャ：『三角帽子』（第1組曲、第2組曲）
- ストラヴィンスキー：『火の鳥』『プルチネルラ』
『火の鳥』の組曲にはいくつもの版があり、収録される楽曲も異なる。詳細は当該項目を参照。
- マルティヌー：『シュパリチェク』[1]
- プロコフィエフ：『ロメオとジュリエット』（第1組曲、第2組曲、第3組曲）
実演や録音では、作曲者によって編まれた組曲自体よりも、3つの組曲ないし原曲から随意に抜粋して組み合わせることのほうが多い。
- ピストン：『不思議の笛吹き』[2]
- ハチャトゥリアン：『ガイーヌ』（第1組曲、第2組曲、第3組曲）『スパルタクス』（第1組曲、第2組曲、第3組曲）
『ガイーヌ』の組曲にはいくつもの版があり、複雑な事情が絡んでいる。詳細はガイーヌ#組曲についてを参照。
実演や録音では、作曲者の指揮による自演を含め、出版された組曲ないし全曲から随意に抜粋して組み合わせることのほうが多い。
- ショスタコーヴィチ：『黄金時代』『ボルト』